# Brottby allé
Brottby allé este o arie protejată (arie specială de conservare — SAC, sit de importanță comunitară — SCI) din Suedia întinsă pe o suprafață de 0,51 ha, integral pe uscat.

## Localizare
Centrul sitului Brottby allé este situat la coordonatele 59°33′35″N 18°14′18″E / 59.5597°N 18.2382°E.

## Înființare
Situl Brottby allé a fost declarat sit de importanță comunitară în ianuarie 1998 pentru a proteja 1 specie de plante. Situl a fost protejat și ca arie specială de conservare în martie 2011.

## Biodiversitate
Situată în ecoregiunea boreală, aria protejată nu include niciun habitat protejat.
La baza desemnării sitului se află o specie protejată de  plante: Orthotrichum rogeri.